# Vier Jahreszeiten (Skulpturenensemble)

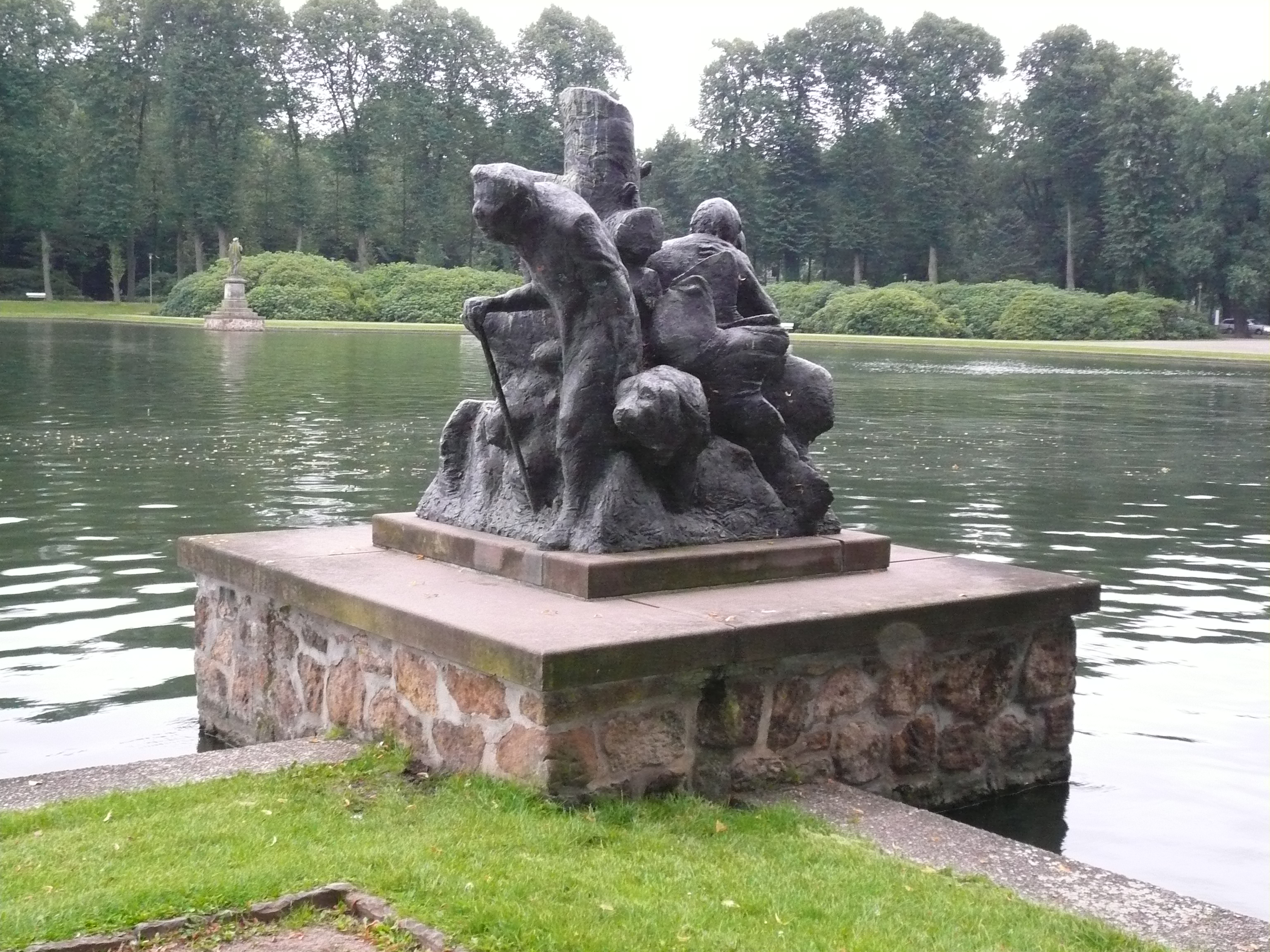
Frühling

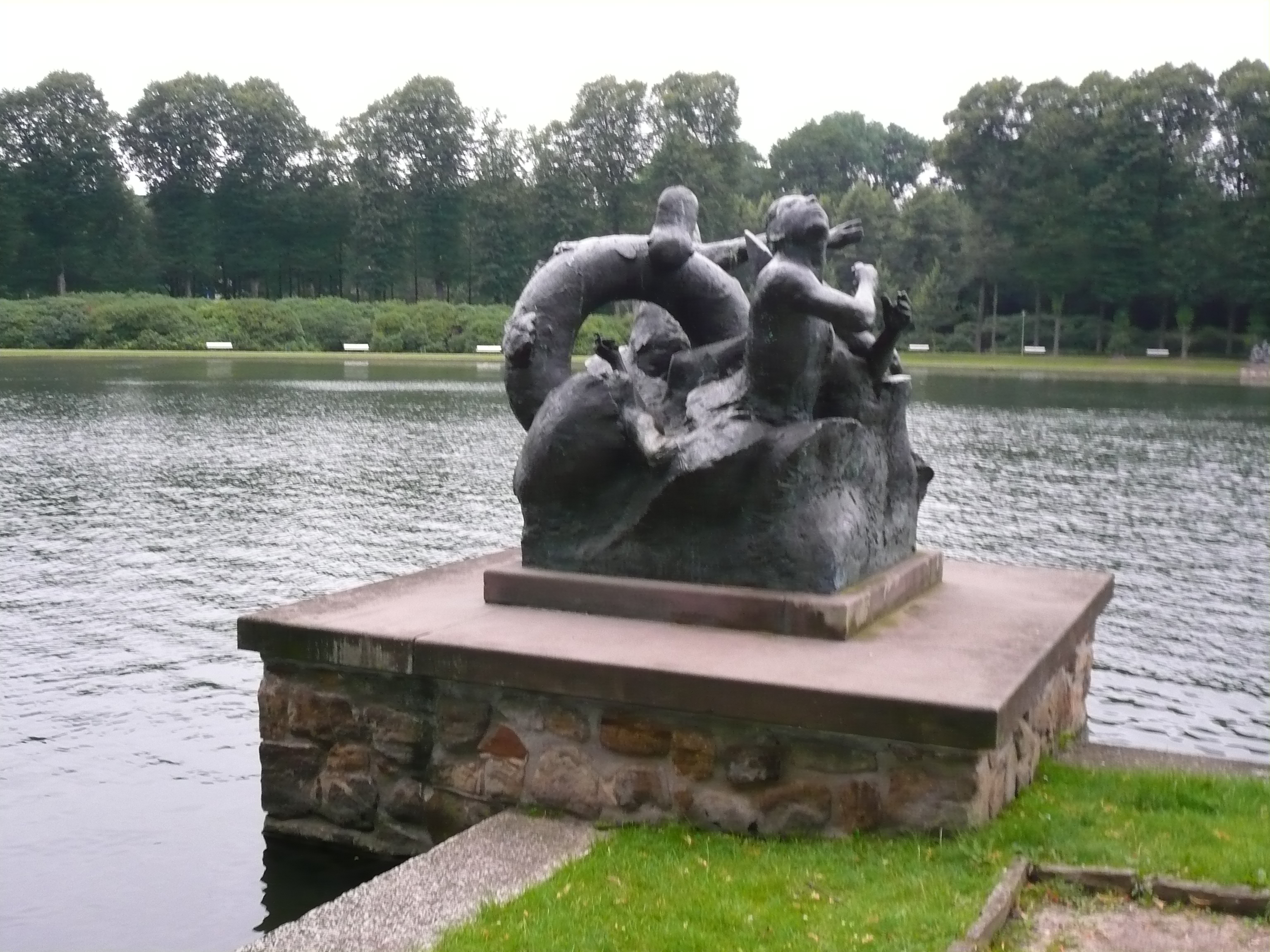
Sommer

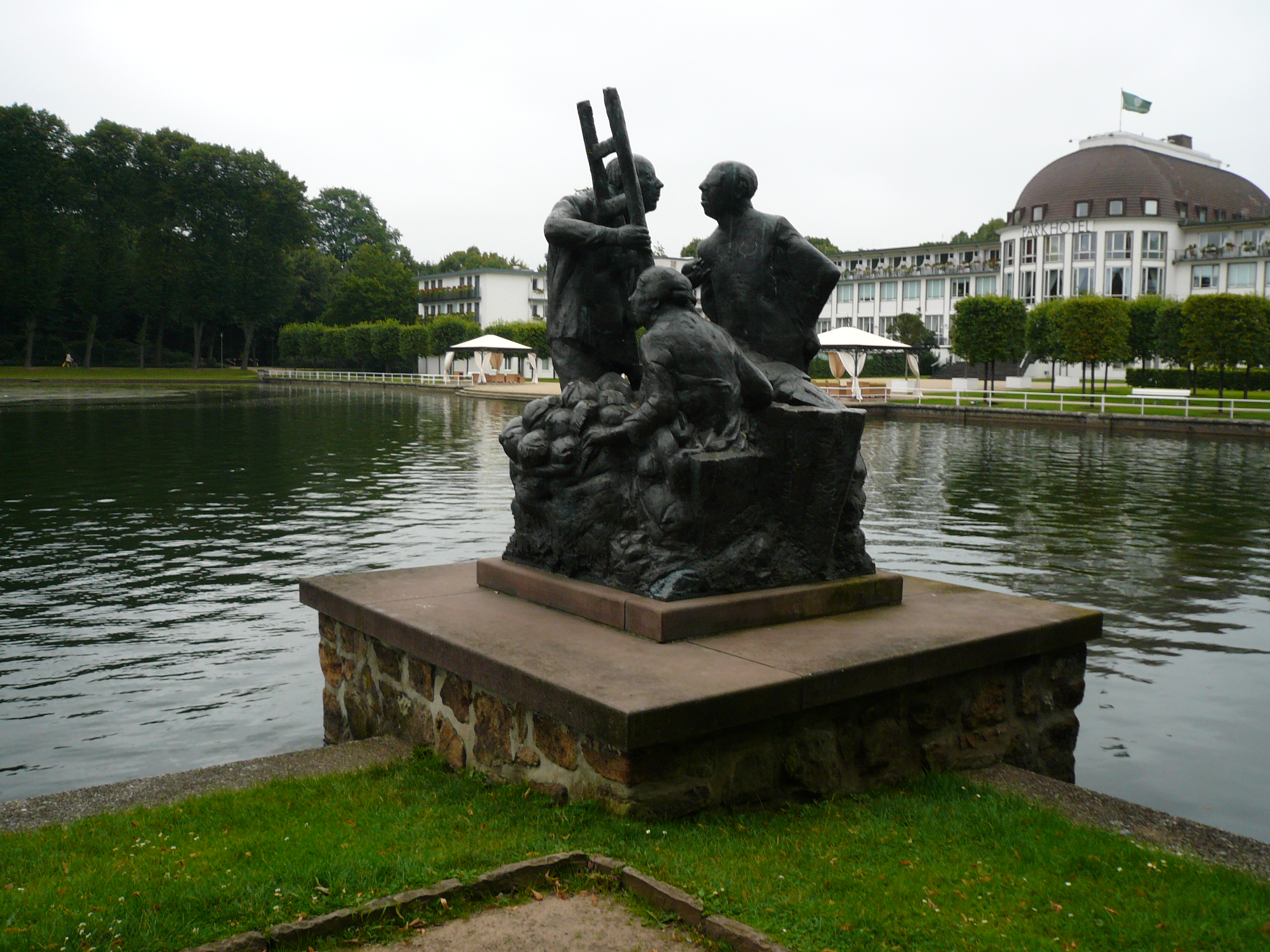
Herbst

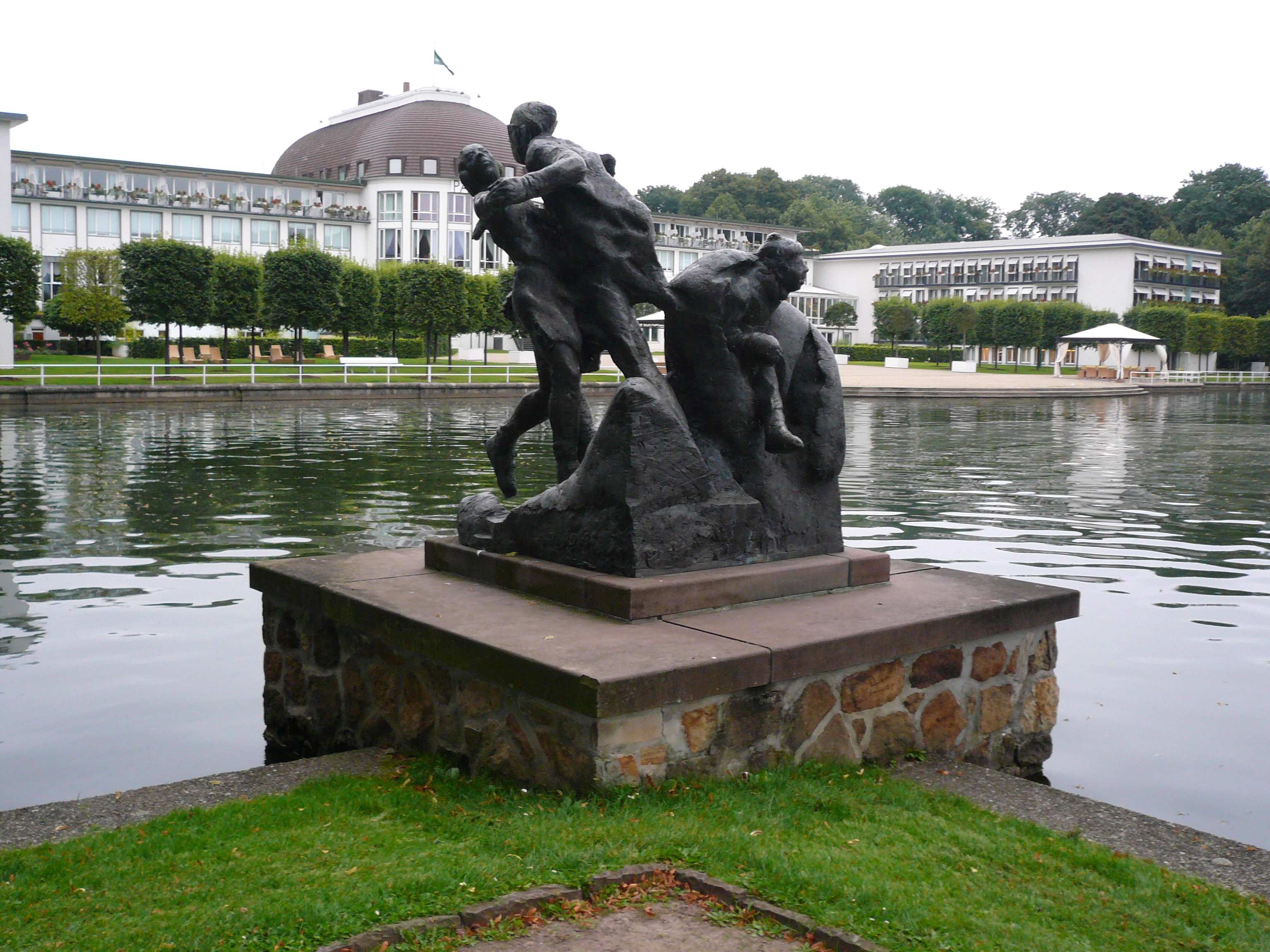
Winter

Das Skulpturenensemble Vier Jahreszeiten steht in Bremen-Schwachhausen im Bürgerpark beim Park Hotel Bremen. Es wird in der Liste der Denkmale und Standbilder der Stadt Bremen geführt. 
Die vier Skulpturen Frühling, Sommer, Herbst und Winter von 1991 aus Bronze auf einem Steinsockel sind jeweils 2,2 m × 1,6 m × 1,6 m groß und stammen vom Bildhauer Bernd Altenstein. Sie wurden zum 125-jähriges Bestehen des Bremer Bürgerparks von 1866, nach Plänen von Wilhelm Benque realisiert, aufgestellt. 
Der Künstler stellt die vier Jahreszeiten am Ufer des Hollersees allegorisch dar: 
- Frühling durch ein Liebespaar, einen Greis und den knospenden Baum (Lage);
- Sommer durch zwei Personen, die eine taucht durch einen Ring, die andere wirft ihren Arm in die Luft (Lage);
- Herbst durch drei zueinander gekehrte Figuren; ein Mann hält eine Leiter und spricht mit einem Älteren und eine Frau scheint Gemüse oder Obst zu sammeln (Lage);
- Winter mit den gegensätzliche Motiven, zeigt ein bewegt tanzendes Männerpaar und eine stillere Szene, in der ein Mann durch ein kreisförmiges Gebilde wie ein Jahreskreis in die Zukunft schlüpft (Lage).

Im Hintergrund spiegelt sich der Hollersee und steht das Parkhotel mit seinen Bauten von 1954, 1958, 1963, 1968 und 2004.
Von Altenstein stammen in Bremen noch u. a. Das Ende (1978) in den Wallanlagen, Entfaltung in der Reeder-Bischoff-Straße, Waller Gespräche (1981) auf dem Wartburgplatz in Walle, Blockdieker Gespräche (1982) in Osterholz, Zyklus Arbeit (1985), Relief an der, Arbeitende Hände (1987) in Gröpelingen auf dem Marktplatz, Genesende beim Klinikum Bremen-Mitte, Unser Planet auf dem Domshof und Fietje Balge (2001) Hinter dem Schütting, beim Bremer Marktplatz.